# Teggiano
Teggiano is een gemeente in de Italiaanse provincie Salerno (regio Campanië) en telt 8087 inwoners (31-12-2004). De oppervlakte bedraagt 61,6 km², de bevolkingsdichtheid is 132 inwoners per km².
De volgende frazioni maken deel uit van de gemeente: Facofano, Macchiaroli, Pantano, Piedimonte, Prato Perillo, San Marco

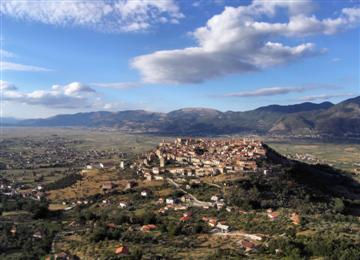
Teggiano
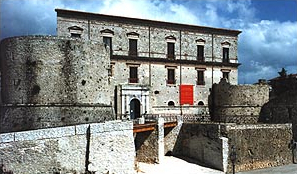
Kasteel van Teggiano
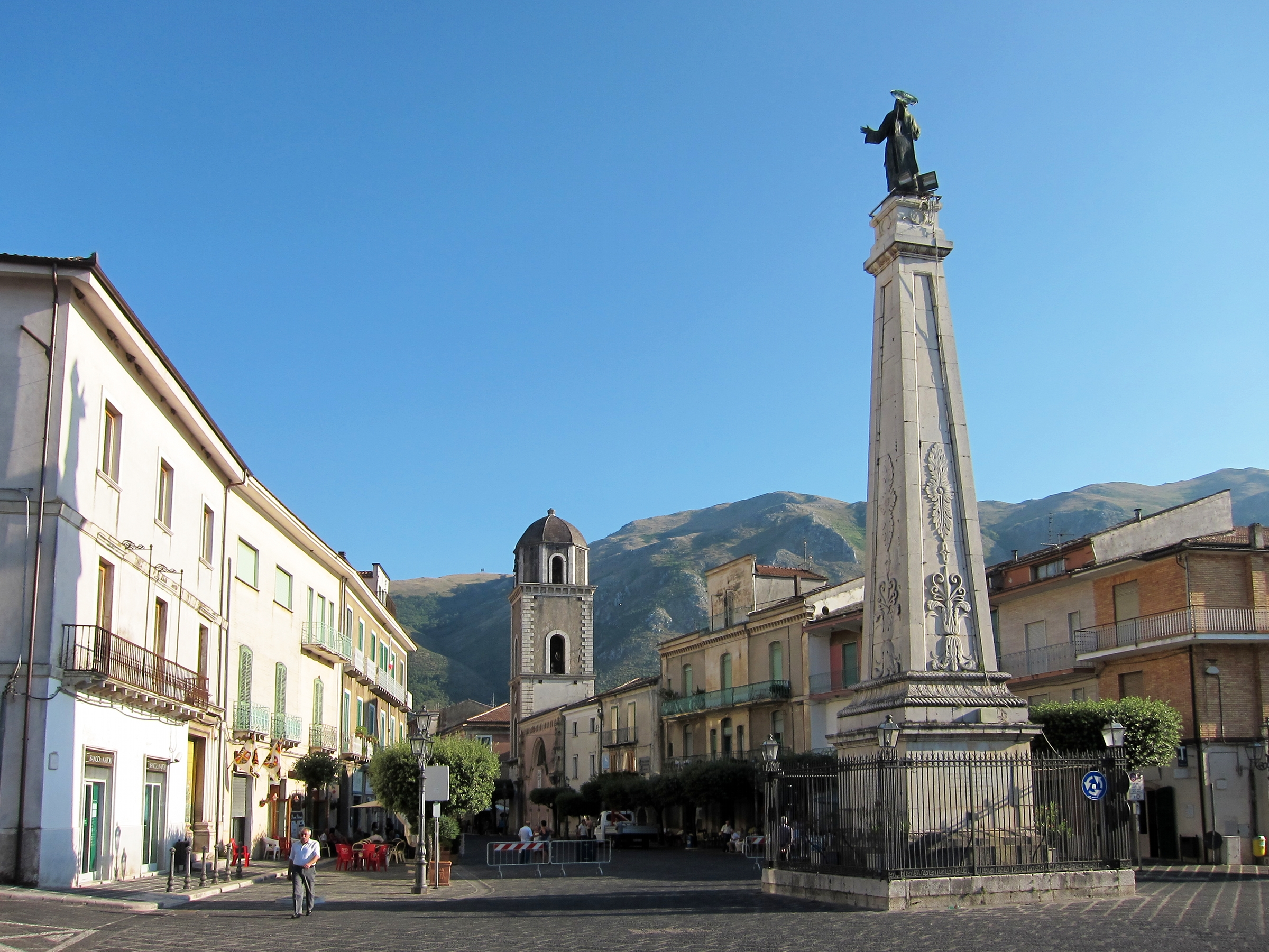
Centrum van Teggiano

## Demografie
Teggiano telt ongeveer 3002 huishoudens. Het aantal inwoners daalde in de periode 1991-2001 met 4,0% volgens cijfers uit de tienjaarlijkse volkstellingen van ISTAT.
| Jaar | Inwoneraantal |
| ---- | ------------- |
| 1991 | 8582          |
| 2001 | 8241          |

## Geografie
De gemeente ligt op ongeveer 633 m boven zeeniveau.
Teggiano grenst aan de volgende gemeenten: Atena Lucana, Corleto Monforte, Monte San Giacomo, Piaggine, Sacco, Sala Consilina, San Pietro al Tanagro, San Rufo, Sant'Arsenio, Sassano.